# Аль-Каїда
Аль-Ка́їда (араб. القاعدة — «основа, заснування, база») — міжнародна терористична суннітська джихадистська організація.
Заснована 1988 року Осамою бен Ладеном в Афганістані для боротьби з радянським вторгненням.
Після виведення радянських військ з Афганістану «Аль-Каїда» зосередилася на США як «імперії зла», західному світі з його способом життя, його культурою і всіх його прибічниках в ісламських країнах. Організація ставить за мету створення «Великого ісламського халіфату». Після вибухів посольств США в столицях Кенії та Танзанії 1998 року Аль-Каїда отримала визнання терористичної організації № 1 у світі. На рахунку «Аль-Каїди» — планування і здійснення цілої низки великих терористичних актів, у тому числі терактів 11 вересня 2001 року в США. Низка подій, що почалася з нападів 11 вересня 2001 року і пов'язана з діяльністю «Аль-Каїди» і заходами щодо її придушення, відома як Війна проти тероризму.

## Історія
Західні дослідники виділяють 5 періодів в історії «Аль-Каїди»: виникнення (кінець 1980-х), «Дикий» період (1990—1996), розквіт (1996—2001), періоди існування у вигляді мережі (2001—2005) і фрагментації (після 2005).

### Витоки. Афганська війна (1979—1989)
Витоки виникнення «Аль-Каїди» датуються початком війни в Афганістані, а точніше реакцією США на введення радянських військ у цю центральноазійську державу. США розглядали появу радянських частин біля кордонів Пакистану як зразок радянського експансіонізму й агресії. Відповіддю стала операція «Циклон», у рамках якої через пакистанську Міжвідомчу розвідку (МВР, ISI) США направляли фінансову допомогу афганським моджахедам.
Проти радянських військ в Афганістані був оголошений джихад. До війни приєдналася велика кількість арабських найманців. Допомога надходила через міжнародні ісламські організації. Серед них особливе місце посідала «Мактаб-аль-Хідамат», заснована 1984 р. у місті Пешавар (Пакистан) Абдуллою Аззамом і Осамою бен Ладеном.
«Мактаб-аль-Хідамат» створила в Пешаварі «гостьові будинки» і табори підготовки бойовиків. Осама бен Ладен направив на підтримку цієї організації особисті кошти. З 1987 р. Аззам і бен Ладен почали створювати табори в самому Афганістані. Проте «Мактаб-аль-Хідамат» і арабські найманці не відігравали значної ролі у війні. Досить сказати, що проти радянських військ виступило до 250 тис. афганців, а в боях ніколи не брало участі понад 2000 арабських найманців одночасно. Проте, через організацію Аззама і бен Ладена з 1982 до 1992 р. пройшли 35 тис. осіб з 43-х країн світу. Радянські війська пішли 1989 р., і ще 3 роки протримався уряд Наджибулли, перш ніж моджахеди взяли Кабул.
Після вбивства Аззама 1989 р. «Мактаб-аль-Хідамат» розпалася, і більша її частина влилася до «Аль-Каїди».

### Виникнення «Аль-Каїди»
«Аль-Каїда» була створена 11 серпня 1988, під час зустрічі кількох вищих керівників «Єгипетського ісламського джихаду», Абдулли Аззама та Осами бен Ладена, на якій вирішили об'єднати гроші аль-Бен Ладена з досвідом «Єгипетського ісламського джихаду» для ведення джихаду у всьому світі після відходу радянських військ з Афганістану. Зустріч відбулась у Пешаварі (Пакистан).

### Війна в Перській затоці та звернення «Аль-Каїди» проти США
Незабаром, після відходу СРСР з Афганістану, Осама бен Ладен повертається до Саудівської Аравії (1989 р.), а в серпні 1990 р. війська сусіднього Іраку окуповують Кувейт, створюючи серйозну загрозу саудівським нафтовим полям. Осама Бен Ладен пропонує королю Фахду свою допомогу — використання моджахедів для захисту від можливого наступу іракської армії. Але монарх від пропозиції відмовляється, обираючи натомість допомогу США. Американські та союзні їм війська висаджуються на аравійській землі. Але Осама бен Ладен вважає, що перебування іноземних військ опоганює «землю двох мечетей» (Мекку і Медину). Після його публічного виступу влада Саудівської Аравії виганяє бен Ладена (1991 р.), і той вирушає зі своїми прихильниками до Судану.

### У Судані (1992—1996)
До Судану бен Ладен і його прихильники прибули на запрошення ідеолога ісламізму Хасана Турабі. У Судані до влади, унаслідок перевороту, якраз прийшли ісламісти на чолі з Омаром аль-Баширом. Співпрацюючи з новим суданським урядом і ведучи тут бізнес, Осама бен Ладен організовує в країні табори для підготовки бойовиків.
1993 р. Саудівська Аравія підтримує Угоди в Осло, що вели до миру між палестинцями та Ізраїлем. А 1994 р. позбавляє бен Ладена саудівського громадянства. Після цього його родичів позбавили щомісячної допомоги (7 млн дол. на рік) і заморожування рахунків. Родичі публічно зреклися Осами бен Ладена. Тим часом крах терпить «Єгипетський ісламський джихад»: 1993 р. невдалий замах на прем'єр-міністра Єгипту Атефа Седкі призводить до загибелі школярки, і єгипетська громадська думка відвертається від ісламістів. Єгипетська поліція заарештовує 280 членів угруповання «аз-Завахірі» і страчує 6 з них. У червні 1995 р. ще більш невдалий замах на президента Мубарака призводить до повного вигнання «Єгипетського ісламського джихаду» з Єгипту. У травні 1996 р. суданська влада вирішує видворити й Осаму бен Ладена.

### 1996—2001
У період з 1996 до 2001 р. керівництво «Аль-Каїди» базувалося в Афганістані.
Колишній працівник російських спецслужб Олександр Литвиненко стверджував, що минулий лідер Аль-Каїди Айман аль-Завахірі наприкінці 90-их років пройшов піврічне тренування в Дагестані під керівництвом працівників ФСБ. Є вказівки на взаємодію Аль-Каїди зі спецслужбами Російської Федерації.

### Після 2001
Після захоплення організацією ХАМАС влади в Секторі Газа у 2006 році, «Аль-Каїда» стала проявляти інтерес до створення осередків у цьому регіоні. Розбіжності між цими організаціями призвели до великомасштабного зіткнення 15 серпня 2009 у Рафіаху, у якому загинуло щонайменше 24 людини та понад 120 отримали поранення.
За твердженням лівійської влади «Аль-Каїда» причетна до масових заворушень в Лівії.
У червні 2011 «Аль-Каїда» звернулася до мусульман всього світу із закликом до «індивідуального джихаду».
25 жовтня 2020 року було вбито одного з ватажків аль Каїди Абу Мухсіна аль-Масрі у центральній провінції Газні в Афганістані.
31 липня 2022 року США ліквідували лідера «Аль-Каїди» Аймана аль-Завахірі ударом безпілотника. У лютому 2023 року в доповіді Організації Об'єднаних Націй, підготовленій на основі розвідувальних даних держав-членів, було зроблено висновок, що де-факто керівництво «Аль-Каїдою» перейшло до Сейфа аль-Аделя, який діяв з Ірану. Адель, колишній офіцер єгипетської армії, став військовим інструктором у таборах Аль-Каїди в 1990-х роках і відомий своєю участю в битві за Могадішо. У звіті зазначається, що Аль-Каїда не могла офіційно визнати лідерство аль-Аделя через «політичну чутливість» афганського уряду щодо визнання смерті аль-Завахірі, а також через «богословські та оперативні» проблеми, пов'язані з перебуванням аль-Аделя в Ірані.

## Аль-Каїда і Україна
- 11 вересня 2001 року Аль-Каїда здійснила терористичний акт 11 вересня 2001 року, унаслідок якого загинув 1 громадянин України та 12 осіб українського походження.
- 15 січня 2016 року Аль-Каїда здійснила терористичні атаки в Уагадугу, унаслідок яких загинуло 4 громадян України.
- 27 листопада 2020 року Україна приєдналася до санкцій Євросоюзу проти Ісламської Держави та Аль-Каїди[7].

## Деякі факти
- для керівників терористичних угруповань особливо цінним серед терористів є «чистий» паспорт, власник якого раніше не перетинав кордони «терористичних» держав; ключові люди в мережі Аль-Каїди — це люди, яких обирають за їхній паспорт Євросоюзу.
- терористи можуть складати окрему присягу керівникам джихадистів. Зокрема, подібні клятви — баят — складалися для Осами бен Ладена.
- для деяких терористів важливо отримати фетву, яка б дозволила робити терористичні атаки. Її мали право видавати релігійні вчені. Одним із таких вважався Мулла Омар, який справив потужний вплив на розуміння радикалізації ісламу бен Ладена.
- є терористи, які вирішили відійти від терористичної діяльності, і активно допомагають розвідувальним службам. Такий перехід прямо загрожує їхньому життю та життю їхніх родин. У США вони живуть за програмою захисту свідків ФБР.
- в ісламі існує понад 77 сект. Найрадикальніші з них ґрунтують свої погляди на буквальній інтерпретації слів (виразів) пророка Мохаммеда.
- серед радикальних ісламістів є найрадикальніші — такфіри. Вони вирішують жити чи померти тому, хто не погоджується з їхнім сприйняттям ісламу. Мусульман, які з цим не погоджуються, вважають віровідступниками, тож їх можна вбивати[8].

### Медіа
- DW: «Аль-Каїда» — п'ять років після ліквідації Усами Бен Ладена [Архівовано 30 жовтня 2020 у Wayback Machine.]
- Peter Taylor. (2007). «War on the West [Архівовано 19 січня 2020 у Wayback Machine.]». Age of Terror, No. 4, series 1. BBC.
- Investigating Al-Qaeda [Архівовано 23 березня 2020 у Wayback Machine.], BBC News
- Adam Curtis (2004). The Power of Nightmares. BBC.
- «Al Qaeda's New Front» [Архівовано 19 липня 2020 у Wayback Machine.] from PBS Frontline, January 2005
- «Inside al Qaeda» — video report by National Geographic Channel
- Al-Qaida – збірка новин і коментанрів з газети The Guardian
- al-Qaeda збірка новин і коментарів з газети The New York Times